# Dasycyrton sucinopedis
Dasycyrton sucinopedis là một loài ruồi trong họ Asilidae. Dasycyrton sucinopedis được Artigas miêu tả năm 1970.